# Heidmoor (Naturschutzgebiet)
Das Heidmoor ist ein Naturschutzgebiet in der schleswig-holsteinischen Gemeinde Seedorf im Kreis Segeberg.

## Naturschutzgebiet
Das rund 69,5 Hektar große Naturschutzgebiet ist unter der Nummer 38 in das Verzeichnis der Naturschutzgebiete des Ministeriums für Landwirtschaft, Umwelt und ländliche Räume eingetragen. Es wurde Ende 1991 ausgewiesen (Datum der Verordnung: 16. Dezember 1991) und ersetzte das im März 1941 ausgewiesene, gleichnamige Naturschutzgebiet. Es ist vollständig Bestandteil des FFH-Gebietes „Heidmoorniederung“ und nahezu vollständig Bestandteil des EU-Vogelschutzgebietes „Heidmoor-Niederung“. Zuständige untere Naturschutzbehörde ist der Kreis Segeberg.

## Lage
Das Naturschutzgebiet liegt im Naturpark Holsteinische Schweiz am Rand der Niederung der Trave südöstlich des Seekamper Sees.

## Eiszeitlicher Ursprung
Der eiszeitliche Ursprung ist eine abflusslose Senke der kuppigen Grundmoräne. Ein dort früher vorhandener Flachstausee verlandete. Übrig blieb ein Hochmoorrest, das heutige Birkenmoor.

## Schutzzweck und Renaturierungsmaßnahmen
Das Naturschutzgebiet stellt den Rest des Hochmoorkomplexes der oberen Traveniederung unter Schutz. Ein Restmoorkörper ist hier erhalten, der von Sukzessionsflächen und extensiv genutzten Grünlandbereichen umgeben ist. Das Moor wurde in den 1930er-Jahren entwässert und abgetorft. Der unter Naturschutz stehende Rest des Moores, der großflächig von Moorwald eingenommen wird, wird durch Wiedervernässungsmaßnahmen renaturiert.
Besonders schutzwürdig ist das Naturschutzgebiet nach Ansicht des NABU aufgrund seiner großen Population Europäischer Laubfrösche (Hyla arborea), aufgrund seines Sumpfporst-Bestandes und wegen der Bedeutung der Niederung für Vögel.
Der Naturschutzbund Schleswig-Holstein bewertet das Gebiet folgendermaßen: "Der Moorkern des Heidmoores und der Eichen-Hainbuchenwald „Steinhorst“ und die Kombination von Moorflächen mit extensiv beweideten oder brachliegenden Feuchtgrünlandflächen und das Fließgewässersystem der Trave machen den hohen naturkundlichen Wert dieser Landschaft aus."

## Fauna
Zusammen mit den angrenzenden Grünlandflächen bildet das Naturschutzgebiet ein wichtiges Biotop für Wiesen- und Wasservögel sowie Vögel, die Röhrichtflächen als Lebensraum benötigen. So kommen hier u. a. Wachtelkönig, Kiebitz, Großer Brachvogel, Bekassine, Wiesenpieper, Braun- und Schwarzkehlchen, Feldlerche, Schafstelze und Wachtel sowie Sumpfrohrsänger, Rohrammer, Feld- und Schlagschwirl, Dorngrasmücke, Neuntöter, Kuckuck und Hänfling vor. Nahrungs- und Wintergäste sind u. a. Goldregenpfeifer, Sing- und Zwergschwan, Kranich, Schwarzstorch, Seeadler, Kornweihe, Rotmilan und Raufußbussard. Im Naturschutzgebiet ist auch ein größeres Vorkommen des Europäischen Laubfrosches heimisch.

## Flora
An typischen Hochmoorpflanzen sind u. a. Sumpfporst (Rhododendron tomentosum, Syn.:  Ledum palustre), Scheidiges Wollgras (Eriophorum vaginatum) und Glockenheide (Erica tetralix) zu finden.

## Rundweg
Das Naturschutzgebiet, das vom Landesverband Schleswig-Holstein des Naturschutzbundes Deutschland betreut wird, kann auf einem Rundweg erkundet werden. Entlang des Rundweges, der als Rad- und Wanderweg ausgelegt ist, befinden sich mehrere Informationstafeln.